# Hypocoeliodes
Hypocoeliodes är ett släkte av skalbaggar. Hypocoeliodes ingår i familjen vivlar.

## Dottertaxa tillHypocoeliodes, i alfabetisk ordning[1]
- Hypocoeliodes affinis
- Hypocoeliodes angulatus
- Hypocoeliodes chiriquensis
- Hypocoeliodes conicus
- Hypocoeliodes coronatus
- Hypocoeliodes dietzi
- Hypocoeliodes gibbicollis
- Hypocoeliodes gibbosus
- Hypocoeliodes granulatus
- Hypocoeliodes griseus
- Hypocoeliodes guyanensis
- Hypocoeliodes inaequalis
- Hypocoeliodes maculata
- Hypocoeliodes maculatus
- Hypocoeliodes melanocephalus
- Hypocoeliodes monostigma
- Hypocoeliodes muricatus
- Hypocoeliodes nebulosus
- Hypocoeliodes obliquus
- Hypocoeliodes obscurus
- Hypocoeliodes phytobioides
- Hypocoeliodes pleurostigma
- Hypocoeliodes pulvereus
- Hypocoeliodes quadrituberculatus
- Hypocoeliodes sexnodosus
- Hypocoeliodes tessellatus
- Hypocoeliodes unguiculatus
- Hypocoeliodes vicinus
- Hypocoeliodes wickhami